# BB 10
BB 10, eller BB 10-meter, er en entype kølbåd 
tegnet af Børge og Anders Børresen som sejles af 3–4 personer. Det er en smuk båd som sejler fortrinligt til både til tur- og kapsejlads.
Båden blev bygget af Børresens Bådebyggeri fra 1977 til 2012 og derefter af Vejle Yacht Service. Der har også været en mindre produktion i Annapolis i Maryland, USA.
I 1982 sejlede Anders Børresen alene over Atlanterhavet i en BB 10 for at bevise at båden var stærk nok.
BB 10 blev godkendt af Dansk Sejlunion som national entypebåd i 1991 og der sejles DM i klassen hvert år. Båden er godt repræsenteret ved kapsejladser som Fyn Rundt og Sjælland Rundt, og ved lokale kapsejladser i hele landet.

## References
1. ↑  "BB-10" (engelsk). Hentet 18. marts 2024.
2. ↑  "BB - En legende lever videre og 10 meteren genopstår". Hentet 18. marts 2024.
3. ↑  "BB 10 – Fast And Simple" (engelsk). Hentet 18. marts 2024.
4. ↑  "BB 10-meter - sejlglæde helt nede ved vandet". Hentet 18. marts 2024.
5. ↑  "BB 10M". Hentet 18. marts 2024.

## Externe henvisninger
- Dansk BB10m Klub